# Pharmazieingenieur

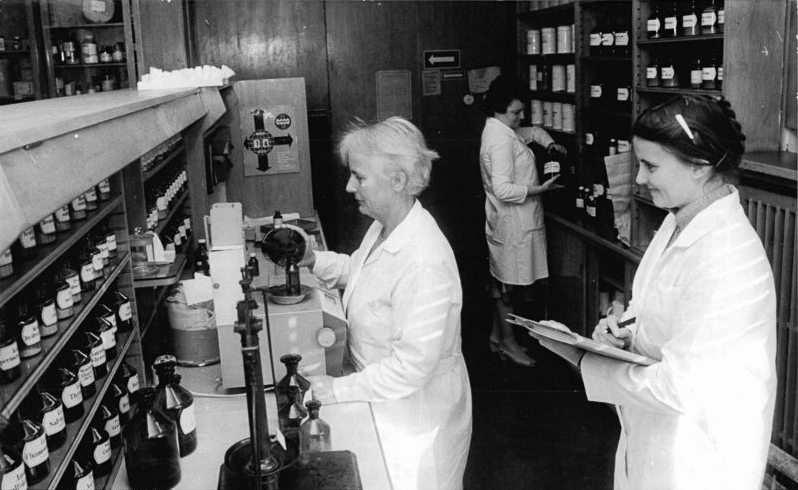
Hier überwacht eine Apothekerin der Apothekeninspektion (rechts) in der Schweriner Fritz-Reuter-Apotheke die Entnahme von Proben durch die Pharmazieingenieurin (links).

Ein Pharmazieingenieur (auch Pharmazie-Ingenieur) gehört in Deutschland zum pharmazeutischen Personal in der Apotheke und wurde an Ingenieurschulen in der DDR ausgebildet.

## Ausbildung
Das dreijährige Studium bezog sich vor allem auf die Herstellung und Abgabe von Arzneimitteln. Innerhalb des Rechtsraumes der DDR durften sie den Apotheker als Apothekenleiter vertreten, im Bereitschaftsdienst eingesetzt werden und in Ausnahmefällen auch eine Ausgabestelle (kleinere Apotheke) leiten. Mit der Wiedervereinigung haben Pharmazieingenieure ähnliche Befugnisse wie Apothekerassistenten erlangt. Diese dürfen den Apotheker nach Meldung bei der zuständigen Behörde vier Wochen vertreten, wenn sie hinsichtlich ihrer Kenntnisse und Fähigkeiten dazu befähigt sind und im Vorjahr mindestens sechs Monate hauptberuflich in einer öffentlichen Apotheke tätig waren.

## Beschäftigungszahlen
Seit der deutschen Wiedervereinigung werden keine Pharmazieingenieure mehr ausgebildet. Daher ist ihre Zahl rückläufig, so waren im Jahr 2005 9.266 Apothekerassistenten und Pharmazieingenieure in den öffentlichen Apotheken in Deutschland beschäftigt, im Jahr 2011 waren es nur noch 7570. Im Jahr 2017 bei ca. 5.803 laut Bundesvereinigung Deutscher Apothekerverbände (ABDA). Aktuellen Schätzungen des Bundesapothekerkammer zur Folge arbeiten noch ca. 4400 Pharmazieingenieure in Deutschland.

### Gehalt & Tarif
Die Tarifverträge im Apothekenwesen werden zwischen der Apothekengewerkschaft (ADEXA) und dem Arbeitgeberverband Deutscher Apotheken (ADA)  bzw. der Tarifgemeinschaft der Apothekenleiter (TGL) Nordrhein abgeschlossen.
Das Gehalt der Pharmazieingenieure in der Apotheke hängt von den Berufsjahren und dem Bundesland ab, in dem die Tätigkeit ausgeübt wird. Eine Orientierung über die Bezahlung bietet der Gehaltstarif laut Apothekengewerkschaft (ADEXA). Das Gehalt ist nach Berufsjahren gestaffelt: 1.–8., 9.–14. und schließlich ab dem 15. Berufsjahr.
Im Juli 2013 lag das Gehalt zwischen 2.463 und 2.750 Euro (brutto). Ab Juli 2015 stieg das Gehalt auf 2.500 bis 2.791 Euro, je nach Berufsjahr. Aktuell (Stand 2020) sind im 1.–8. Berufsjahr (ohne Zulagen, siehe Tarif) 2.738 Euro (brutto) vereinbart mit Ausnahme von Nordrhein und Sachsen.